# Celastrina marginatus
Celastrina marginatus är en fjärilsart som beskrevs av Anders Jahan Retzius 1783. Celastrina marginatus ingår i släktet Celastrina och familjen juvelvingar. Inga underarter finns listade i Catalogue of Life.